# Adolf Metzner (Architekt)
Adolf Metzner (* 2. Mai 1910 in Leitmeritz, Österreich-Ungarn; † 24. Juni 1981 in Hilden) war ein deutscher Architekt und NSDAP-Funktionär.

## Leben und Wirken
Metzner war der Sohn eines Maurermeisters und seit dem Jugendalter als Wandervogel aktiv. Während des Studiums trat er dem Nationalsozialistischen Studentenbund in Prag bei, dessen Vorsitzender er für ein Jahr bis zu seiner Verurteilung im Volkssportprozess war.
Adolf Metzner promovierte zum Dr.-Ing. Frühzeitig begann er sich für nationalsozialistische Ideen zu interessieren. Er trat der Deutschen Nationalsozialistischen Arbeiterpartei der Tschechoslowakei (DNSAP) bei. In dieser Eigenschaft ließ er sich u. a. für deutsche Spionagezwecke in der Tschechoslowakei benutzen. Nachdem er 1935 von Prag nach Berlin umgezogen war, stellte er den Antrag auf Verleihung des Goldenen Ehrenzeichens und um Aufnahme in die NSDAP. Diese Anträge wurden u. a. mit der Begründung abgelehnt: disziplinloses und selbstherrliches Verhalten. Adolf Metzner wurde Leiter des Deutschen Ostdienstes.
Nach der Bildung des Reichsgaus Sudetenland beantragte er am 2. Januar 1939 erneut die Aufnahme in die NSDAP und wurde rückwirkend zum 1. November 1938 aufgenommen (Mitgliedsnummer 6.609.935). Er war im Jahre 1944 NSDAP-Kreisleiter in Dux. Außerdem war er als Gaubevollmächtigter für Schulung in der Deutschen Arbeitsfront (DAV) tätig.
Nach dem Krieg lebte er als Architekt in Düsseldorf und wurde in den Vorstand der Sudetendeutschen Landsmannschaft gewählt. Metzner ist im Braunbuch der DDR gelistet.

## Ehrungen
- 1967: Sudetendeutscher Kulturpreis für bildende Kunst und Architektur, Anerkennungspreis für Architektur (1.000 DM)